# Marignac-Lasclares
Marignac-Lasclares (em occitano:  Marinhac e las Claras) é uma comuna francesa na região administrativa da Occitânia, no departamento do Alto Garona. Estende-se por uma área de 10.01 km², com 474 habitantes, segundo o censo de 2018, com uma densidade de 47 hab/km².